# Escudo (Portugiesisch-Timor)

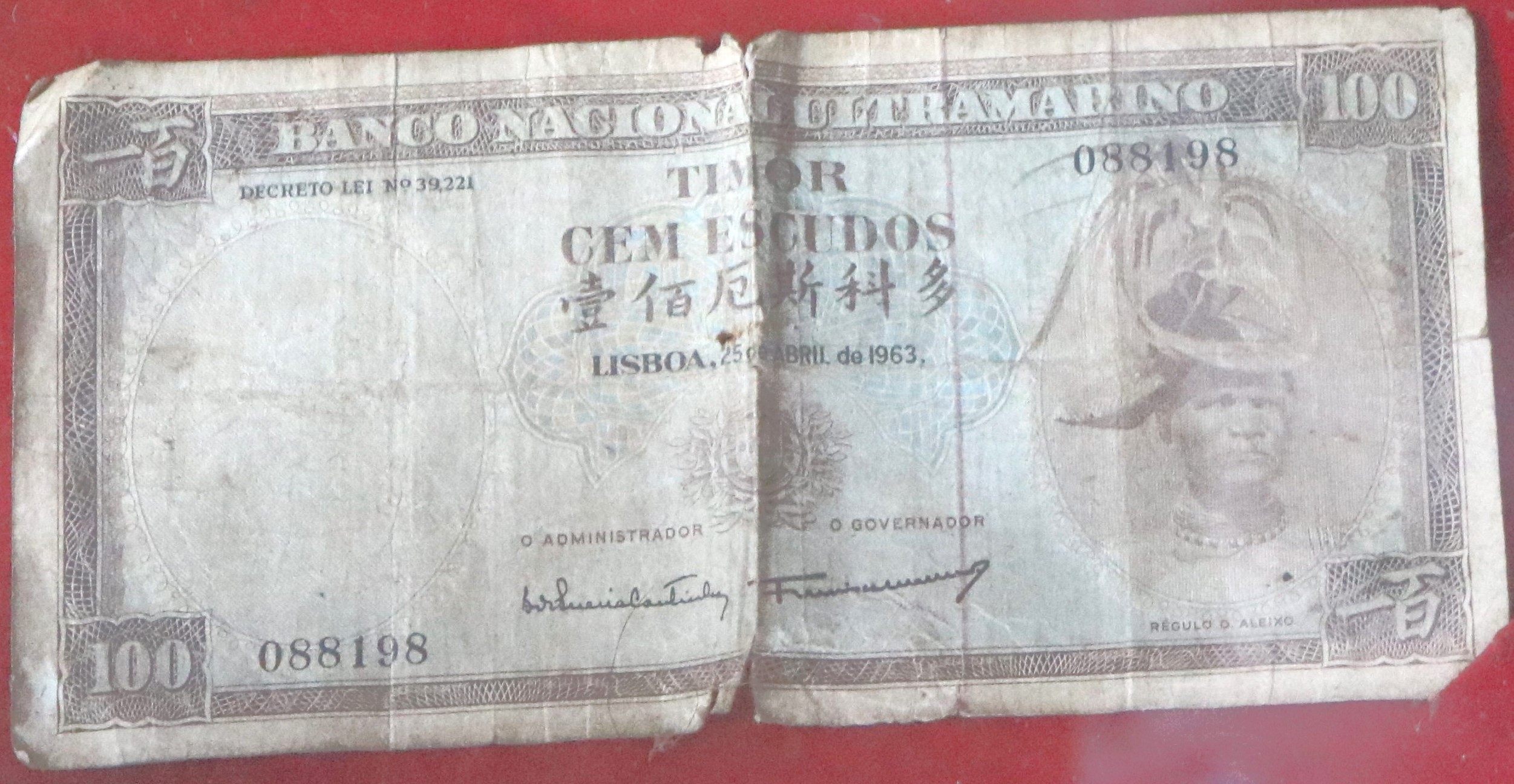
100 Escudo

Der Escudo (TPE) war die Währung in der Kolonie Portugiesisch-Timor zwischen 1959 und 1976. Er war in 100 Centavos unterteilt. Er ersetzte dort den Pataca. Dabei wurden ein Pataca in 5,6 Escudos umgetauscht. Mit dem portugiesischen Escudo war der timoresische Escudo gleichwertig.
Als die Kolonie sich 1975 als Osttimor für unabhängig erklärte, blieb keine Zeit für die Einführung einer eigenen Währung, da nur neun Tage später Indonesien das Land besetzte und 1976 in sein Territorium eingliederte. Danach wurde die indonesische Rupiah gültiges Zahlungsmittel.
Die ersten Münzen sind mit 1958 datiert. Es gab sie zu zehn, 30 und 60 Centavos und ein, drei und sechs Escudos. 1959 folgten die ersten Banknoten mit Werten zu 30, 60, 100 und 500 Escudos. Die ungewöhnliche Staffelung leitet sich vom Wechselkurs zum alten Pataca ab. Später wurden Münzen zu 20 und 50 Centavos und zu zweieinhalb, fünf und zehn Escudos und Geldscheine zu 20, 50 und 1000 Escudos eingeführt. Die Geldscheine wurden von der Banco Nacional Ultramarino ausgegeben.